# Pierre Procureuse
Le Pierre Procureuse est un dolmen situé à Saint-Cyr-la-Rosière, dans le département français de l'Orne.

## Protection
L'édifice fait l’objet d’un classement au titre des monuments historiques depuis le 8 avril 1930 et ses abords depuis le 9 mai 1938.

## Description
Le dolmen est composé de trois orthostates dont l'un s'est couché provoquant l'inclinaison de la table de couverture (5 m de long pour 3 m de large et 0,50 m d'épaisseur).